# Anchon regalis
Anchon regalis är en insektsart som beskrevs av Capener 1953. Anchon regalis ingår i släktet Anchon och familjen hornstritar. Inga underarter finns listade i Catalogue of Life.